# Bósons W' e Z'
Em física de partículas, os bósons W′ e Z′  (ou bósons W-prime e Z-prime) referem-se a hipotéticos bósons de calibre, que provêm de extensões simetria eletrofraca do Modelo Padrão. Eles são nomeados em analogia com os bósons W e Z.

## Tipos

### Tipos de bósons W′
Os bósons W′ surgem em modelos como um bóson extra do grupo de gauge SU(2). SU(2) × SU(2) e espontaneamente quebrado para o subgrupo diagonal SU(2)W que corresponde ao eletrofraco SU(2).
De modo mais geral, nós podemos ter n cópias do SU(2), que são quebrados para uma diagonal SU(2)W. Isso dá origem aos bósons n−1 W+′, W−′ and Z′. Esses modelos surgem a partir do diagrama quiver, por exemplo. A fim de que os bósons W′ tenham isospin par, o SU(2) extra e o SU(2) do Modelo padrão devem misturar-se; uma cópia do SU(2) deve quebrar em torno da escala TeV (para obter W′ com massa de TeVs), deixando um segundo SU(2) para o Modelo Padrão. Isso ocorre em modelos de Pequeno Higgs que contêm mais de uma cópia de SU(2). Devido ao fato que o W′ vem da quebra de um SU(2), isso é genericamente acompanhado por um bóson Z′ com (quase) a mesma massa.
Outro modelo com o W′ mas sem o fator adicional SU(2) é o chamado Modelo 331 com β = ± 1/√3. A cadeia de quebra da simetria SU(3)L × U(1)W → SU(2)W × U(1)Y leva a um par de bósons W′± e três bósons Z′.
W′ também aparecem nas teorias de Kaluza–Klein com SU(2) no bulk.

### Tipos de bósons Z′
Vários modelos de física além do Modelo Padrão predizem diferentes formas de bósons Z′.
- Modelos coma nova simetria de gauge U(1). O Z′ é o bóson de gauge (quebrado) de simetria U(1).
- Modelos E6.  Esse tipo de modelo contêm dois bósons Z′, que podem misturar-se em geral.
- Topcolor e Top Seesaw Models of Dynamical Electroweak Symmetry Breaking tem os bósons Z′ para selecionar a formação de condensados particulares.
- Modelos Pequeno Higgs. Esses modelos tipicamente incluem um largo setor de gauge, que é quebrado pelo simetria de gauge na escala TeV do Modelo padrão. Em adição a um ou mais Z′, esses modelos frequentemente contêm bósons W′.
- Modelos Kaluza–Klein . Os bósons Z′ são os modos excitados de uma simetria de calibre grosso neutra.
- Extensões Stueckelberg (veja ação Stueckelberg).

## Leituras posteriores (em inglês)
- T.G. Rizzo (2006). «Z′ Phenomenology and the LHC». arXiv:hep-ph/0610104 [hep-ph], a pedagogical overview of Z′ phenomenology (TASI 2006 lectures)
- P. Rincon (17 de maio de 2010). «LHC particle search 'nearing', says physicist». BBC News

Mais avançados:
- Abulencia, A.; et al. (CDF Collaboration) (2006). «Search for Z′ → e+e− using dielectron mass and angular distribution». Physical Review Letters. 96 (211801). Bibcode:2006PhRvL..96u1801A. arXiv:hep-ex/0602045. doi:10.1103/PhysRevLett.96.211801
- Amini, Hassib (2003). «Radiative corrections to Higgs masses in Z′ models». New Journal of Physics. 5 (49). Bibcode:2003NJPh....5...49A. arXiv:hep-ph/0210086. doi:10.1088/1367-2630/5/1/349
- Aoki, Mayumi; Oshimo, Noriyuki (2000). «Supersymmetric extension of the standard model with naturally stable proton». Physical Review D. 62 (055013). 55013 páginas. Bibcode:2000PhRvD..62e5013A. arXiv:hep-ph/0003286. doi:10.1103/PhysRevD.62.055013
- Aoki, Mayumi; Oshimo, Noriyuki (2000). «A supersymmetric model with an extra U(1) gauge symmetry». Physical Review Letters. 84 (23): 5269–5272. Bibcode:2000PhRvL..84.5269A. PMID 10990921. arXiv:hep-ph/9907481. doi:10.1103/PhysRevLett.84.5269
- Appelquist, Thomas; Dobrescu, Bogdan A.; Hopper, Adam R. (2003). «Nonexotic neutral gauge bosons». Physical Review D. 68 (035012). 35012 páginas. Bibcode:2003PhRvD..68c5012A. arXiv:hep-ph/0212073. doi:10.1103/PhysRevD.68.035012
- Babu, K. S.; Kolda, Christopher F.; March-Russell, John (1996). «Leptophobic U(1)s and the Rb–Rc crisis». 54: 4635–4647. Bibcode:1996PhRvD..54.4635B. arXiv:hep-ph/9603212. doi:10.1103/PhysRevD.54.4635
- Barger, Vernon D.; Whisnant, K. (1987). «Use of Z lepton asymmetry to determine mixing between Z boson and Z′ boson of E6 superstrings». Physical Review D. 36 (3): 979–82. Bibcode:1987PhRvD..36..979B. doi:10.1103/PhysRevD.36.979
- Barr, S.M.; Dorsner, I. (2005). «The origin of a peculiar extra U(1)». Physical Review D. 72 (015011). Bibcode:2005PhRvD..72a5011B. arXiv:hep-ph/0503186. doi:10.1103/PhysRevD.72.015011
- Batra, Puneet; Dobrescu, Bogdan A.; Spivak, David (2006). «Anomaly-free sets of fermions». Journal of Mathematical Physics. 47 (082301). 2301 páginas. Bibcode:2006JMP....47h2301B. arXiv:hep-ph/0510181. doi:10.1063/1.2222081
- Carena, Marcela S.; Daleo, Alejandro; Dobrescu, Bogdan A.; Tait, Tim M.P. (2004). «Z′ gauge bosons at the Tevatron». Physical Review D. 70 (093009). Bibcode:2004PhRvD..70i3009C. arXiv:hep-ph/0408098. doi:10.1103/PhysRevD.70.093009
- Demir, Durmus A.; Kane, Gordon L.; Wang, Ting T. (2005). «The Minimal U(1)′ extension of the MSSM». Physical Review D. 72 (015012). Bibcode:2005PhRvD..72a5012D. arXiv:hep-ph/0503290. doi:10.1103/PhysRevD.72.015012
- Dittmar, Michael; Nicollerat, Anne-Sylvie; Djouadi, Abdelhak (2004). «Z′ studies at the LHC: an update». Physical Letters B. 583: 111–120. Bibcode:2004PhLB..583..111D. arXiv:hep-ph/0307020. doi:10.1016/j.physletb.2003.09.103
- Emam, W.; Khalil, S. (2007). «Higgs and Z′ phenomenology in B−L extension of the standard model at LHC». European Physical Journal C. 522: 625–633. Bibcode:2007EPJC...52..625E. arXiv:0704.1395. doi:10.1140/epjc/s10052-007-0411-7
- Erler, Jens (2000). «Chiral models of weak scale supersymmetry». Nuclear Physics B. 586: 73–91. Bibcode:2000NuPhB.586...73E. arXiv:hep-ph/0006051. doi:10.1016/S0550-3213(00)00427-2
- Everett, Lisa L.; Langacker, Paul; Plumacher, Michael; Wang, Jing (2000). «Alternative supersymmetric spectra». Physics Letters B. 477: 233–241. Bibcode:2000PhLB..477..233E. arXiv:hep-ph/0001073. doi:10.1016/S0370-2693(00)00187-8
- Fajfer, S.; Singer, P. (2002). «Constraints on heavy Z′ couplings from ΔS = 2 B− → K−K−π+ decay». Physical Review D. 65 (017301). Bibcode:2002PhRvD..65a7301F. arXiv:hep-ph/0110233. doi:10.1103/PhysRevD.65.017301
- Ferroglia, A.; Lorca, A.; van der Bij, J. J. (2007). «The Z′ reconsidered». Annalen der Physik. 16: 563–578. Bibcode:2007AnP...519..563F. arXiv:hep-ph/0611174. doi:10.1002/andp.200710249
- Hayreter, Alper (2007). «Dilepton signatures of family non-universal U(1)′». Physical Letters B. 649 (2–3): 191–196. Bibcode:2007PhLB..649..191H. arXiv:hep-ph/0703269. doi:10.1016/j.physletb.2007.03.049
- Kang, Junhai; Langacker, Paul (2005). «Z′ discovery limits for supersymmetric E6 models». Physical Review D. 71 (035014). Bibcode:2005PhRvD..71c5014K. arXiv:hep-ph/0412190. doi:10.1103/PhysRevD.71.035014
- Morrissey, David E.; Wells, James D. (2006). «The tension between gauge coupling unification, the Higgs boson mass, and a gauge-breaking origin of the supersymmetric μ-term». Physical Review D. 74 (015008). 15008 páginas. Bibcode:2006PhRvD..74a5008M. arXiv:hep-ph/0512019. doi:10.1103/PhysRevD.74.015008